# 浅井保
浅井保（あさいほ）は、室町時代中期に越中国射水郡にあった室町幕府御料所（直轄地）。旧大門町（現射水市）の庄川東岸に沿った現在の浅井地区に当たる。平安時代は隣接する広上地区とともに神護寺領とされていた。
室町時代の古文書に「上様御料所」として記載されている。法華宗本門流を開いた日隆は、この保の代官とみられる室町幕府外様衆の桃井右馬頭の子とされている。
天正年間、前田氏の治世になると、加賀藩領として、前田氏に仕従した折橋氏が、代々十村に任じられた。